# Phytometra sanctiflorentis
Phytometra sanctiflorentis is een vlinder uit de familie van de spinneruilen (Erebidae). De wetenschappelijke naam van de soort is voor het eerst geldig gepubliceerd in 1834 door Boisduval.
Deze nachtvlinder komt voor in Europa.